# Hans-Jürgen Fischbeck

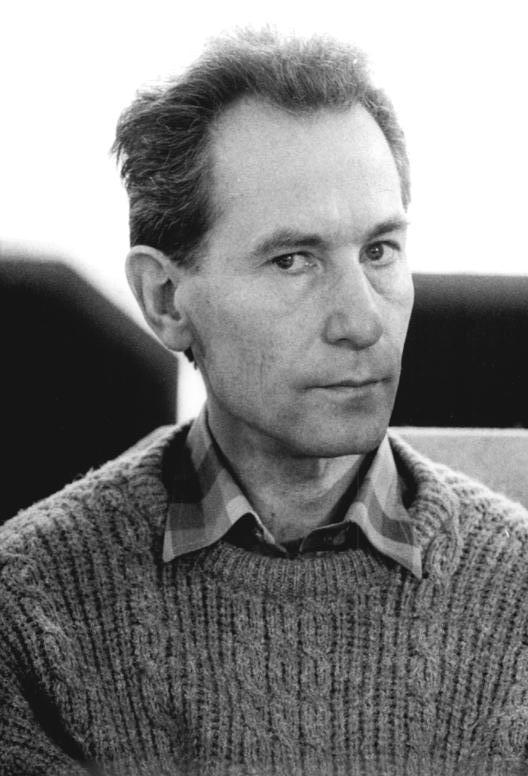
Hans-Jürgen Fischbeck, 1990

Hans-Jürgen Fischbeck (* 18. Dezember 1938 in Ndolage (Bukoba District), Tanganjika, heute Tansania) ist ein deutscher Physiker und ehemaliger DDR-Bürgerrechtler.
Fischbeck studierte Physik in Berlin und arbeitete anschließend bis 1991 im Zentralinstitut für Elektronenphysik in Berlin, einem Forschungsinstitut der Akademie der Wissenschaften der DDR.
Seit 1977 war Fischbeck Mitglied der Synode der Evangelischen Kirche Berlin-Brandenburg. Er arbeitete in verschiedenen kirchlichen Initiativgruppen mit, wie zum Beispiel in der Initiative Absage an Praxis und Prinzip der Abgrenzung sowie in der Gruppe zur Aufdeckung des Wahlbetrugs vom Mai 1989. 1988/1989 war Fischbeck Delegierter der Ökumenischen Versammlung für Gerechtigkeit, Frieden und Bewahrung der Schöpfung in der DDR. Während der Wende in der DDR gehörte er zu den Mitbegründern der Bürgerbewegung Demokratie Jetzt und war Mitglied des Sprecherrats. Für die Bürgerbewegung kandidierte er zu den letzten Volkskammerwahlen am 18. März 1990 auf der Liste des Bündnis 90 im Wahlkreis Berlin. Da Fischbeck auf Listenplatz 3 gesetzt war, das Bündnis aber nur zwei Mandate erringen konnte, verfehlte er den Einzug in das letzte DDR-Parlament. Ab Mai 1990 war er Mitglied der Fraktion Bündnis 90 in der Berliner Stadtverordnetenversammlung und von 1990 bis 1992 Mitglied der Fraktion Bündnis 90/Grüne (AL)/UFV im Berliner Abgeordnetenhaus.
Seit 1992 war Fischbeck Studienleiter an der Evangelischen Akademie in Mülheim an der Ruhr. Als Beiratsmitglied der Vereinigung Deutscher Wissenschaftler (VDW) sowie der „NaturwissenschaftlerInnen-Initiative Verantwortung für den Frieden“ war er für das Arbeitsgebiet Wissenschaftsethik, Wissenschaftstheorie und Wissenschaftspolitik verantwortlich.
2002 schloss sich Fischbeck der Kommunität Grimnitz e.V. in Joachimsthal an. Er ist Mitinitiator des Wirtschaftsrings Barnim-Uckermark. Seit mehreren Jahren setzt er sich für eine neue, an christlichen Werten orientierte Wirtschaftsweise ein.
1997 wurde Hans-Jürgen Fischbeck mit dem Verdienstkreuz 1. Klasse der Bundesrepublik Deutschland ausgezeichnet.